# Crocallis multilinea
Crocallis multilinea là một loài bướm đêm trong họ Geometridae.